# 文立
文 立（ぶん りつ、? - 279年）は、三国時代末期の蜀漢～晋（西晋）初期の政治家・武将。字は広休。巴郡臨江県（現在の重慶市忠県）の人。『晋書』儒林伝に彼の伝が立てられている。

## 生涯
若い頃に蜀漢の太学で毛詩、三礼を学び、譙周に師事した。門人たちは文立を顔回に、同門の陳寿、李密を子游、子夏に羅憲を子貢に例えた。文立は様々な書物に通じていたと言う。益州刺史であった費禕に取り立てられ、州の従事となった後、中央で尚書郎となった。費禕が大将軍となったときに文立を東曹掾とした。
魏が蜀漢を滅ぼすと茂才に推され、郎中となった。武帝司馬炎が晋を立てると、文立を高く評価し、済陽太守、太子中庶子、散騎常侍を歴任した。
旧蜀漢の高官である諸葛亮らの子孫を取り立て蜀の民心を安堵させ、呉の分裂を図った上で制圧すべきであると上表し、司馬炎はこれを受け、「諸葛亮は蜀に在って、能力と知恵を余すところなく発揮し、その子、諸葛瞻は危難に面して大義に殉じた、その孫諸葛京に才幹に照らして官職を授けるべきである」と詔を下した。
司馬炎統治の西暦270年代には、九卿の一つ衛尉に昇進した。朝廷の臣はみな文立の賢明温雅さに心服し、その時代の名卿とされた。たびたび上表して老年を理由に、帰郷して畑仕事をしたいと訴えたが、司馬炎は許可しなかった。咸寧年間の末に亡くなった。司馬炎は文立がたびたび帰郷願いを出していたことを思い、彼を蜀の地に埋葬し、使者を派遣して喪を取り仕切らせ、その墳墓を造らせた。文立には章奏が十篇、詩・賦・論・頌が合わせて数十篇がありその時代の流行となった。

## 逸話
あるとき巴東の監軍が欠員となり、その人選を問われた文立は「楊宗・唐彬はいずれも優秀ですが、唐彬は金銭欲が強く、楊宗は飲酒癖がございます。陛下がご判断なさいますように」と答えた。司馬炎は「金銭欲は満たしてやることができるが、酒癖は直らない」と言って唐彬を採用した。
あるとき西域から名馬が献上されてきた。司馬炎が「この馬はどうかと」と訊ねると、文立が「(馬の専門家である)太僕にご下問ください」と答えた。司馬炎はその慎ましさをいつも評価していた。
散騎常侍に取り立てられた際に、文立はたびたび「側近の器ではございませぬ」と述べて辞退したが、司馬炎これを許さなかった。
蜀地方の尚書であった犍為郡の程瓊はかねてより徳行学績があり、文立とは深い親交があった。司馬炎がその名声を聞いて文立に訊ねると「その人物をよく存じておりますが、年齢が80に近く、謙虚な人柄ですので、政務に携わらせることは期待できません。ゆえにご報告しませんでした」と答えた。程瓊はそれを聞き「彼は身びいきをしない。だからこそ私はあの人と親しくするのだ」と言った。
陳寿が『益部耆旧伝』十篇を著作したとき、それを司馬炎に献上したのは文立であり、陳寿が著作郎になれたのは文立のおかげであった。
また、旧主である劉禅の後を継いだ安楽県公劉恂（劉禅の第6子）の君主らしからぬ振る舞いを聞いて、何攀はかつての同僚の王崇・張寅とともに「以前に亡き文立の忠言を振り返って、ご自身の振る舞いを改めてくださいませ」と諫言する書簡を送ったという。

## 評価
司馬炎「太子中庶子文立は忠実清廉であり、思慮と才幹の持ち主である。かつて済陰郡にあったときは公明な統治ぶりであり、東宮に仕えたときも節義を尽くした」
常璩（東晋の史家、華陽国志の作者）「つつましく威儀があり、聖君の感があった」